# Académie de droit européen
L'Académie de droit européen (plus connue sous l'acronyme « ERA ») est un centre européen de formation professionnelle et un lieu de débat pour praticiens du droit. Située à Trèves, en Allemagne, cette fondation publique a pour mission de promouvoir la connaissance, la compréhension, ainsi que l'échange d'expériences et de bonnes pratiques en matière de droit européen.

## Profil
En proposant des conférences, séminaires, cours de langues et cours de e-learning, l’ERA permet aux praticiens du droit d’acquérir une connaissance plus étendue et plus approfondie des divers aspects du droit européen. Les formations proposées, qui sont pour la plupart multilingues, se déroulent dans son centre des congrès à Trèves ou à Bruxelles et d’autres villes européennes ; elles s’adressent notamment à des juges, procureurs, notaires, avocats, juristes d'entreprises ou d'administration publique et universitaires. L'Académie est également un forum de débat, de discussion et de propositions en matière de politique réglementaire sur le plan européen ; elle contribue ainsi à une meilleure visibilité du droit et du débat public en Europe.

## Histoire
La genèse de l'Académie a été étroitement associée à l'accélération du processus d'intégration européenne et l'aboutissement du marché intérieur. En 1990, le Parlement européen recommanda à la Commission européenne d'investir dans un centre de formation continue dédié aux juristes afin d'améliorer l'application cohérente du droit européen. Un an plus tard, le Parlement européen soutenait une proposition rédigée par des parlementaires issus du Grand-Duché de Luxembourg et du Land de Rhénanie-Palatinat en vue d'établir une Académie de droit européen à Trèves, à proximité de la Cour de justice des Communautés européennes à Luxembourg. En 1992, l'Académie était créée en tant que fondation publique, avec pour fondateurs le Grand-Duché de Luxembourg, le Land de Rhénanie-Palatinat et la ville de Trèves. Ces derniers furent bientôt rejoints par les autres Länder allemands, l'État fédéral d'Allemagne et, depuis 2000, 24 des États membres de l'Union européenne.

## Structure
Les formations de l'Académie sont conçues et mises en place par une équipe internationale de juristes, divisée en quatre sections : droit privé européen, droit européen des affaires, droit européen pénal et droit public. Les intervenants sont sélectionnés parmi un vaste réseau européen d'experts issus de la pratique, du monde universitaire et de la politique. En plus des revenus inhérents à l'organisation de ses conférences, à la publication de sa revue ERA Forum et à la perception des intérêts sur le capital de la fondation, une part considérable du budget annuel de l'Académie provient du soutien sans faille de l'Union européenne et du Land de Rhénanie-Palatinat.
L'ancien Président de la Commission européenne Jacques Santer est le Président du Conseil de la Fondation, lequel détermine les lignes directrices générales de l'activité de l'Académie, ainsi que son budget. Pauliine Koskelo, Présidente de la Cour Suprême de Finland, est Présidente du Comité Consultatif de la Fondation. Le Directeur de l'Académie est Wolfgang Heusel.

## Publications
L’ERA publie chaque trimestre la revue juridique ERA Forum ERA Forum, en coopération avec l'éditeur académique international Springer. Les articles publiés, qui couvrent tous les domaines du droit européen, sont sélectionnés à partir des meilleures contributions présentées lors des conférences et séminaires organisés par l'ERA. La plupart des articles sont publiés en anglais ; les articles en français ou en allemand comportent un résumé en anglais.